# Chlorurus cyanescens
Chlorurus cyanescens е вид бодлоперка от семейство Scaridae. Видът не е застрашен от изчезване.

## Разпространение и местообитание
Разпространен е в Кения, Коморски острови, Мавриций, Мадагаскар, Майот, Мозамбик, Реюнион, Танзания, Френски южни и антарктически територии (Нормандски острови) и Южна Африка.
Обитава океани, морета и рифове в райони с тропически климат. Среща се на дълбочина около 15 m.

## Описание
На дължина достигат до 50 cm.